# Vladimir Fokine
Vladimir Fokine (en russe : Влади́мир Петро́вич Фо́кин), né le 8 septembre 1945 à Kharkiv en RSS d'Ukraine, est un réalisateur et scénariste soviétique puis russe. Il est artiste du peuple de la fédération de Russie depuis 2008.

## Filmographie non exhaustive
- 1978 : Anton Tchekhov, mort d'un fonctionnaire (Антон Чехов: Смерть чиновника)
- 1980 : Le Limier (Сыщик)
- 1981 : Alexandre le Petit (ru) (Александр Маленький)
- 1984 : TASS est autorisé à déclarer… (ТАСС уполномочен заявить…), série télévisée
- 2000 : La Maison pour les riches (ru) (Дом для богатых)
- 2002 : Le Cinquième Ange (ru) (Пятый ангел)